# Lodi (Wisconsin)
Lodi és una població dels Estats Units a l'estat de Wisconsin. Segons el cens del 2000 tenia 2.882 habitants.

## Demografia
Segons el cens del 2000, Lodi tenia 2.882 habitants, 2 habitatges, i 2 famílies. La densitat de població era de 778,1 habitants per km².
Dels 2 habitatges en un 35,1% hi vivien nens de menys de 18 anys, en un 53,3% hi vivien parelles casades, en un 8,7% dones solteres, i en un 34,7% no eren unitats familiars. En el 28,8% dels habitatges hi vivien persones soles el 14,2% de les quals corresponia a persones de 65 anys o més que vivien soles. El nombre mitjà de persones vivint en cada habitatge era de 2,44 i el nombre mitjà de persones que vivien en cada família era de 3,03.
Per edats la població es repartia de la següent manera: un 26,6% tenia menys de 18 anys, un 5,8% entre 18 i 24, un 31,9% entre 25 i 44, un 20,2% de 45 a 60 i un 15,4% 65 anys o més.
L'edat mediana era de 36 anys. Per cada 100 dones de 18 o més anys hi havia 88 homes.
La renda mediana per habitatge era de 51.357 $ i la renda mediana per família de 57.763 $. Els homes tenien una renda mediana de 37.049 $ mentre que les dones 27.063 $. La renda per capita de la població era de 23.546 $. Aproximadament l'1,6% de les famílies i el 2,7% de la població estaven per davall del llindar de pobresa.

## Poblacions més properes
El següent diagrama mostra les poblacions més properes.